# Hradec (ort i Tjeckien, Plzeň)
Hradec är en ort i Tjeckien.   Den ligger i regionen Plzeň, i den västra delen av landet, 110 km sydväst om huvudstaden Prag. Hradec ligger 344 meter över havet och antalet invånare är 421.
Terrängen runt Hradec är huvudsakligen platt. Hradec ligger nere i en dal. Runt Hradec är det ganska tätbefolkat, med 111 invånare per kvadratkilometer. Närmaste större samhälle är Stod, 3,1 km öster om Hradec. I omgivningarna runt Hradec växer i huvudsak blandskog.

## Galleri

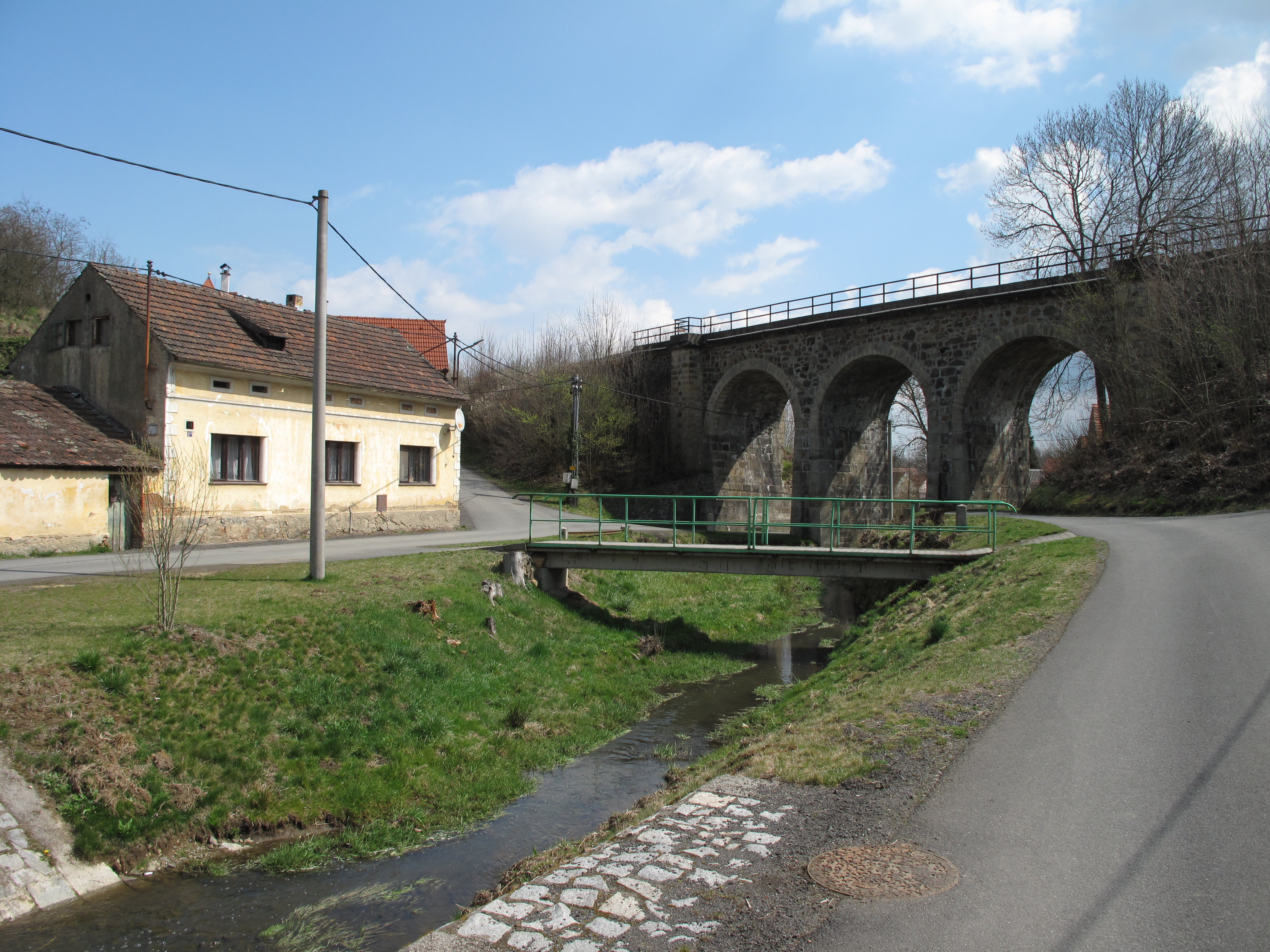
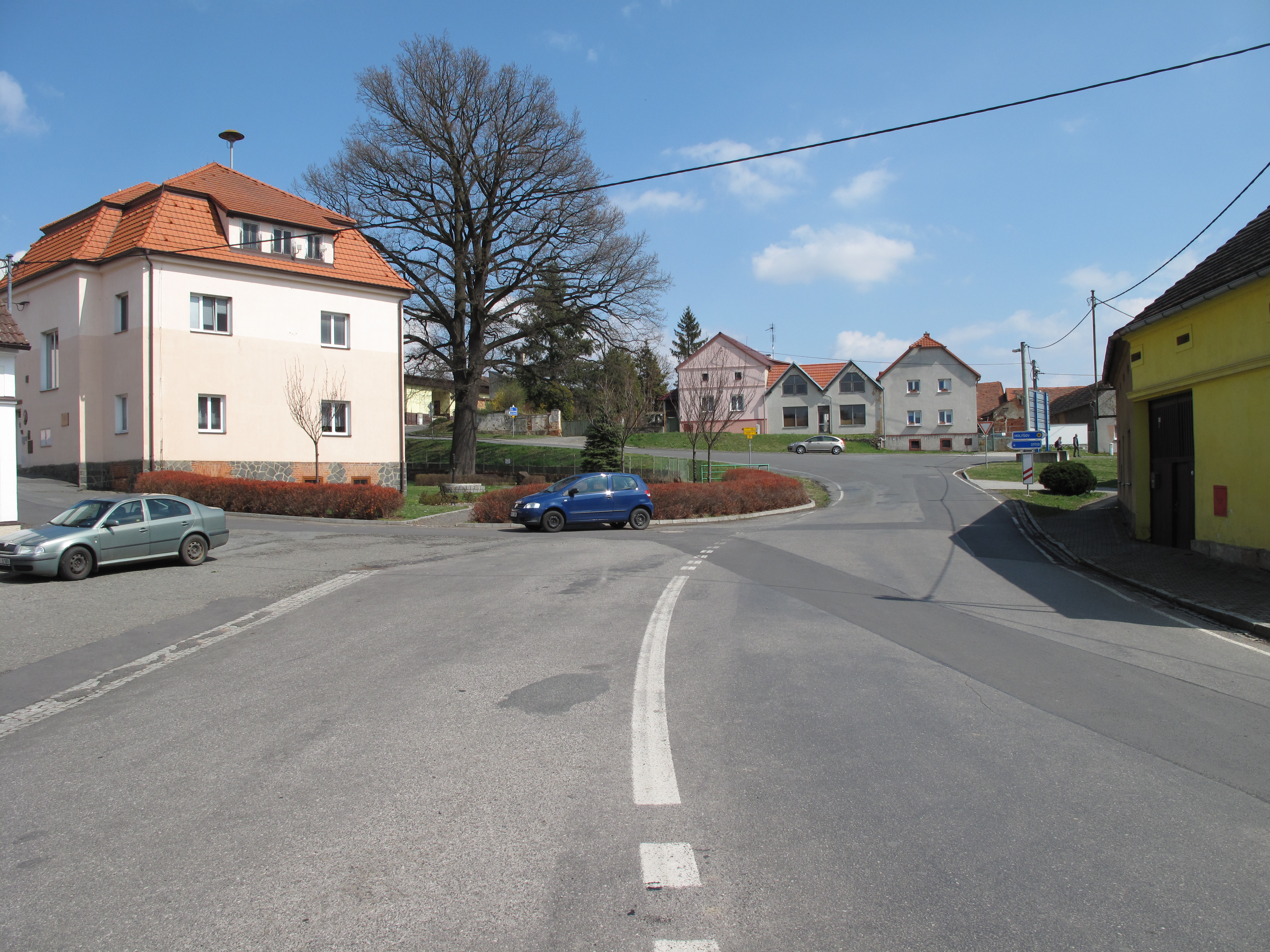
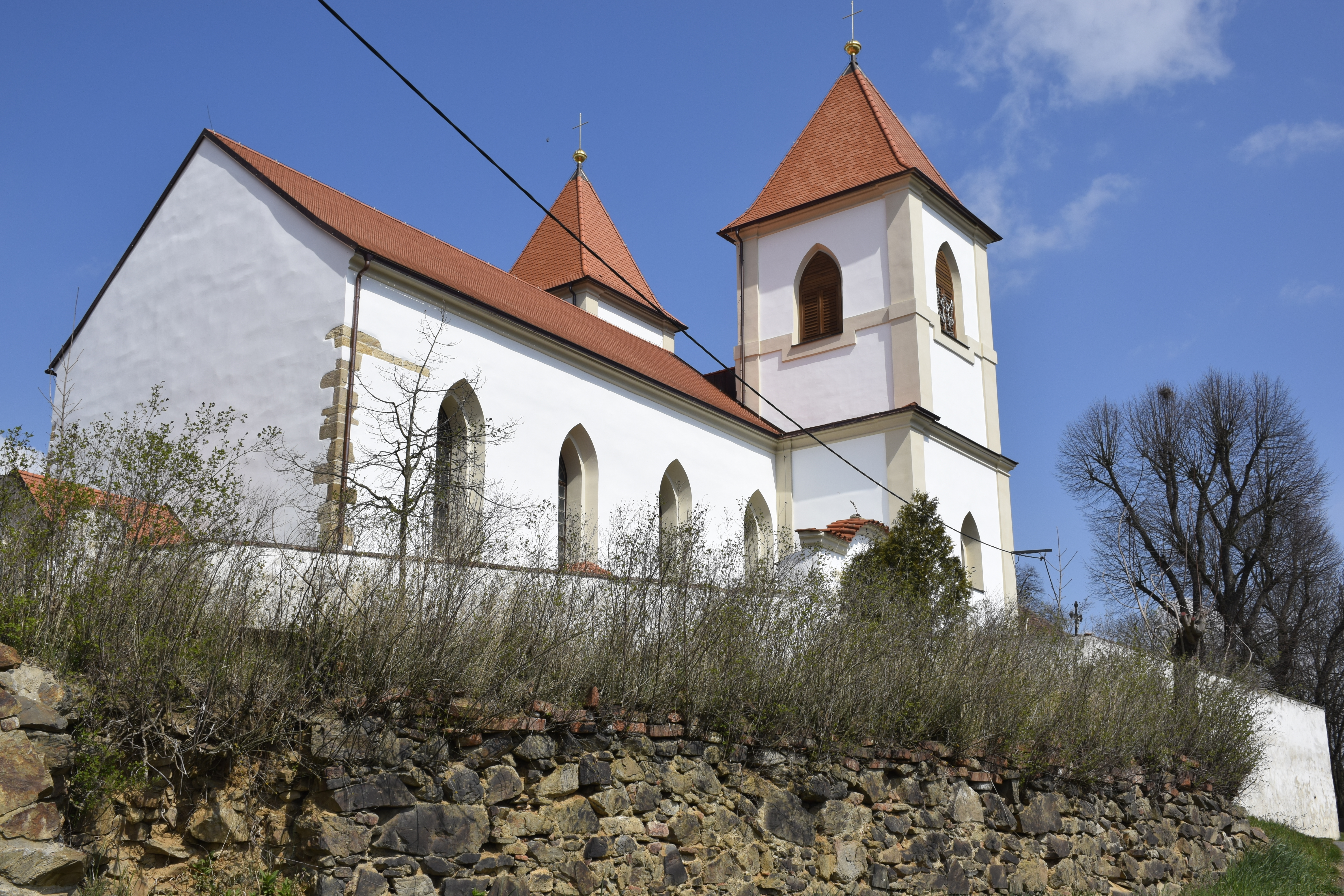